# Flughafen Tarapoto

i7
i11
i13

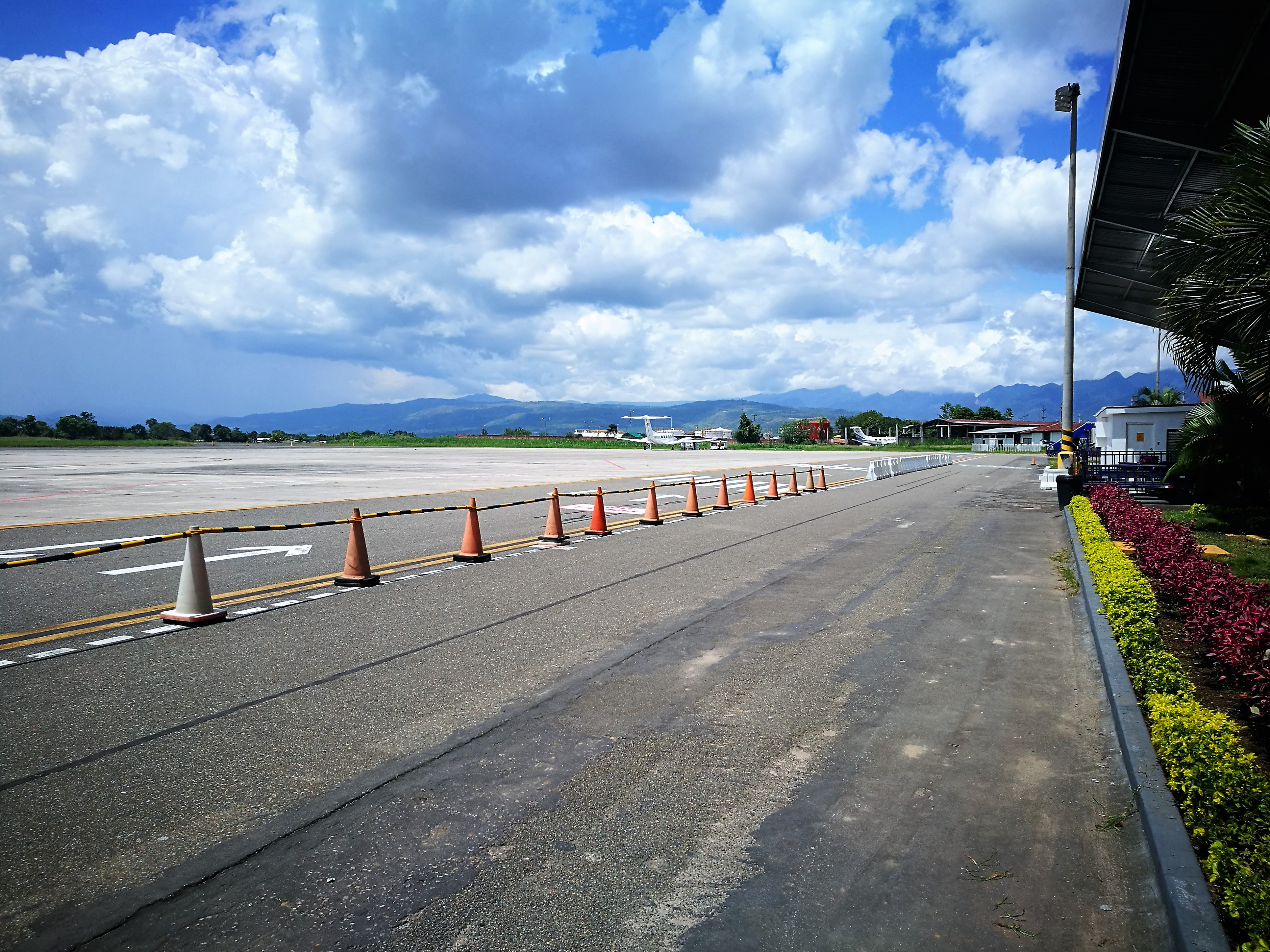
Pistenbereich des Flughafens Cadete FAP Guillermo del Castillo Paredes de Tarapoto (2017)

Der Aeropuerto Comandante FAP Guillermo del Castillo Paredes ist der Flughafen der peruanischen Stadt Tarapoto.

Er liegt unmittelbar im Stadtzentrum.

## Zwischenfälle
- Am 20. August 1958 verunglückte eine Curtiss C-46F-1-CU Commando der Transporte Aéreo Militar Peru (TAM Peru) (Luftfahrzeugkennzeichen TAM 652) beim Start vom Flughafen Tarapoto, nachdem in einer Höhe von 500 Fuß (rund 150 Metern) beide Triebwerke ausgefallen waren. Das Flugzeug wurde zerstört. Alle drei Besatzungsmitglieder, die einzigen Insassen auf dem Frachtflug nach Pucallpa, überlebten den Unfall, zwei davon leicht verletzt.[1]